# Доріан Бюлюкбаші
Доріан Бюлюкбаші (алб. Dorian Bylykbashi, * 8 серпня 1980, Ельбасан) — албанський футболіст, півзахисник «Партизані» та національної збірної Албанії.

## Клубна кар'єра
Професіні виступи розпочав 1997 року у команді «Ельбасані» з рідного міста. Протягом 2000–2001 виступав у клубі «Влазня», після чого повернувся до Ельбасана. У 2003–2006 роках — гравець столичного клубу «Партизані», з яким у другому сезоні з 24 голами став найкращим голеадором албанської Суперліги.
На початку 2007 року перейшов до криворізького «Кривбаса». У чемпіонатах України дебютував 4 березня 2007 року у грі проти львівських «Карпат», нічия 1:1.
Протягом 2007–2010 років провів у складі криворізької команди 79 матчів у чемпіонатах України, відзначився 11 забитими голами. 2010 року припинив потрапляти до складу команди та 24 серпня 2010 року перейшов в албанський «Ельбасані», де виступав протягом чотирьох з половиною сезонів, але на поле виходив нечасто.
На початку 2015 року став гравцем столичного клубу «Партизані».

## Виступи за збірну
З 2006 року викликався до національної збірної Албанії.

## Досягнення
- Чемпіон Албанії (1):

2000–2001 (у складі «Влазні»)
- Володар Кубка Албанії (1):

2003–2004 (у складі «Партизані»)
- Володар Суперкубка Албанії (1):

2004 (у складі «Партизані»)

### Індивідуальні
- Найкращий бомбардир чемпіонату Албанії: 2005 (24 голи)